# Naakt onder de hemel
Naakt onder de hemel is het debuutalbum van BLØF uit 1995. Het album werd eind november tot begin december 1994 opgenomen in Zierikzee. Hiervoor werd gebruikgemaakt van een leegstaand pand. Het album bereikte de gouden status in Nederland.

## Nummers
Bandleden:

Paskal Jakobsen · Peter Slager · Bas Kennis · Norman Bonink (voormalig: Henk Tjoonk, Chris Götte)

Discografie: